# Lake Crescent (Washington)
Lake Crescent is een meer gelegen in het noorden van Olympic National Park in Washington. Het meer ligt ongeveer 27 kilometer ten westen van Port Angeles langs U.S. Route 101. Het is officieel 190 meter diep, maar waarschijnlijk dieper omdat de meetapparatuur niet geschikt was om verder te dalen.

## Ontstaan
Het meer is gevormd door een gletsjer die een diepe vallei heeft gemaakt gedurende de Weichselien ijstijd. Ongeveer 8000 jaar geleden sloot een aardverschuiving de natuurlijke afwatering af. Achter de dam ontstond een meer. Het waterpeil steeg tot het water een alternatieve route vond uit de vallei. Via de Lyre stroomt het water nu naar de Straat van Juan de Fuca.

## Toeristische bestemming
Het meer heeft een halfronde vorm en is ongeveer 2 kilometer breed. Het heeft een oppervlakte van zo’n 20 km2. Aan de zuidkant van het meer ligt de belangrijke U.S. Route 101 verkeersweg. Het meer heeft zeer helder water door het ontbreken van voedingsstoffen zijn er weinig algen aanwezig.
Het meer is nu een populaire toeristische bestemmingen voor watersporters en met veel wandelroutes in de nabije omgeving. Lake Cresent Lodge ligt aan de monding van Barnes Creek in Lake Cresent. Vanaf het King Storm bezoekerscentrum is er een pad door het bos en langs de kreek dat voert naar de Marymerewaterval. Het pad is verhard en naar de waterval is het ongeveer 1,5 kilometer lopen. Een van de langere wandelpaden volgt de route van een oude spoorlijn, de Spruce Railroad Trail. Deze spoorlijn werd aan het einde van de Eerste Wereldoorlog aangelegd om hout van de sitkaspar af te voeren naar de vliegtuigfabrieken. De spoorlijn kwam kort na de oorlog pas klaar. Tussen 1925 en 1951 maakte de Port Angeles Western Railroad gebruik van het spoor, maar nu is het traject een wandelroute langs de noordoever van het meer.

## Naslagwerken
- (en)  WILLIAMS, Hill. The Restless Northwest: A Geological Story, uitgever: Washington State University Press, 2002, ISBN 0-87422-250-8.
- (en)  WOOD, Robert L., Olympic Mountains Trail Guide, uitgever: National Park and National Forest, 2000,